# حريق حافلة كازاخستان 2018
في 18 يناير 2018 اشتعلت النيران في حافلة على طريق سمارا - شيمكنت في مديرية أورغس بمنطقة أكتوبي في كازاخستان. ونتج عن الحادث وفاة 52 راكبا وإصابة 5 آخرين.